# 科尔特苏维
科尔特苏维（西班牙語：Cortézubi）是西班牙巴斯克自治区比斯开省的一个市镇。总面积12平方公里，总人口363人（2001年），人口密度30人/平方公里。